# ウラ・ティルソ
ウラ・ティルソ（イタリア語: Ulà Tirso）は、イタリア共和国サルデーニャ自治州オリスターノ県にある、人口約500人の基礎自治体（コムーネ）。

## 地理

### 位置・広がり

#### 隣接コムーネ
隣接するコムーネは以下の通り。括弧内のNUはヌーオロ県所属を示す。
- アルダウーリ
- ブザーキ
- ギラルツァ
- ネオネーリ
- オルトゥエーリ (NU)